# Nino Galloni
Nino Galloni, all'anagrafe Antonino Galloni (Roma, 17 marzo 1953), è un economista italiano.

## Biografia
Figlio di Giovanni Galloni, esponente della Democrazia Cristiana, si laurea in Giurisprudenza a Roma nel 1975. Dal 1977 al 1980 è stato addetto alle esercitazioni presso la facoltà di Scienze Politiche dell’Università di Roma, dove ha tenuto un corso di lezioni sul New Deal che è stato poi pubblicato nel 1978 da Bulzoni Editore.
Nel 1978 è stato ricercatore presso l'Università di Berkeley. A Berkeley ha svolto una ricerca che è stata pubblicata nel libro "Momenti del Capitalismo Nordamericano 1881-1885", Giuffrè Editore.  Dal 1979 è funzionario di ruolo del Ministero del Bilancio e della Programmazione Economica, dove si interessa delle strategie industriali all'interno delle politiche macroeconomiche ed alla formazione del risparmio.
È stato collaboratore dell'economista post-keynesiano Federico Caffè dal 1981 al 1987 (anno della scomparsa di Caffè), nella facoltà di Economia e Commercio dell'Università di Roma. Federico Caffè presentò il libro di Galloni: “Crisi e adattamento; per una politica economica alternativa”. Frutto della collaborazione tra Galloni e Caffè sono state due pubblicazioni sul mutamento tecnologico e le politiche monetarie ed alcuni articoli che rendono conto di ricerche dei due autori intorno al collegamento tra le manovre macroeconomiche e le strategie industriali nella prospettiva di una crescita delle compatibilità interne al sistema capitalistico.
Nel 1983 ha vinto il premio di meridionalistica intitolato a Guido Dorso. Dal 1987 al 1999 è stato professore a contratto alla Luiss di Roma, all'Università degli Studi di Roma, all'Università Cattolica del Sacro Cuore, all'Università di Modena, e all'Università di Napoli.
Alle elezioni politiche del 1992 si candida alla Camera dei deputati con la Democrazia Cristiana per cercare di entrare in Parlamento al posto del padre, il quale aveva rinunciato alla candidatura in favore del figlio, ma il ridotto numero di preferenze ricevute non gli consente di essere eletto.
È stato inoltre direttore generale del Ministero del lavoro (dal 1990 al 2002) alla Cooperazione, dell'Osservatorio sul Mercato del Lavoro, Politiche per l'Occupazione Giovanile e Cassa Integrazione Straordinaria nelle grandi imprese. Ha ricoperto anche l'incarico di sindaco all'INPDAP, all'INPS, all'INAIL dal 2002 al 2018 in rappresentanza del Ministero del lavoro e all'OCSE.
È presidente del Centro Studi Monetari, un'associazione per lo studio dei mercati finanziari e delle forme di moneta emettibili senza creare debito pubblico. Ha inoltre scritto diversi saggi di argomento economico ed è un conferenziere molto attivo.

## Contributi e pensiero
Si definisce dal punto di vista della dottrina economica un post-keynesiano, sostenitore di un intervento dello Stato nell'economia per garantire la giustizia sociale e la redistribuzione della ricchezza. È vice-presidente del Movimento Roosevelt in Italia.
Ha dichiarato di ritenere controproducenti la separazione del tesoro dalla Banca d'Italia e il sistema dei cambi fissi, ed è favorevole a un controllo statale sulla politica monetaria. Infatti la separazione tra tesoro e Banca d'Italia, secondo il pensiero di Galloni, impedirebbe allo Stato di finanziare con l'emessione di moneta il debito pubblico, provocando un aumento dei tassi d'interesse. Anche il sistema dei cambi fissi avrebbe lo stesso risultato per le economie più "deboli", togliendo lo strumento della svalutazione monetaria e peggiorando la bilancia dei pagamenti con l'estero per i paesi importatori, e causando quindi un aumento dei tassi d'interesse per finanziare il debito con l'estero. Il risultato di queste due politiche economiche, che si sono verificate in Italia in modo congiunto a partire dalla fine degli anni settanta, avrebbe causato secondo Galloni un processo di de-industrializzazione, l'aumento del debito pubblico e della disoccupazione.
Ha una linea critica verso l'Euro e la politica economica dell'Unione europea che ritiene eccessivamente liberista e, proprio per questo motivo, a vantaggio delle economie europee più ricche, ed è favorevole a misure di protezione dell'economia italiana. Ha proposto l'emissione di una moneta nazionale parallela all'Euro.
Nelle sue conferenze ed opere ha più volte ribadito il concetto di dover valutare diversamente le semplici irregolarità negli adempimenti amministrativi dei cittadini rispetto alle vere e proprie grandi irregolarità (che rientrano nell'illegalità). Mentre queste ultime vanno punite, per le prime lo Stato deve assumere un ruolo maggiormente attivo, aiutando il cittadino nei propri adempimenti amministrativi, in modo tale da creare una dinamica virtuosa di collaborazione tra Stato e cittadino. Si è detto inoltre scettico sulla sostenibilità della decrescita felice perché essa richiederebbe una riduzione maggiore nella popolazione che nella produzione.
Per un periodo è stato descritto come vicino al Movimento 5 Stelle. Ha partecipato nel 2016 ad un evento di Alfonso Luigi Marra  relativo al signoraggio bancario. Nel 2019 ha sostenuto il progetto "Risorgimento meridionale" di Giulietto Chiesa e Diego Fusaro, che ha portato alla candidatura di Fusaro come sindaco di Gioia Tauro, ottenendo poi il 2,8% dei voti. Nel 2020 è stato, insieme a Giulietto Chiesa, tra i primi promotori di un piano di salvezza nazionale che prevedeva un forte intervento statale nella politica monetaria.
Alle elezioni europee del 2024 si candida tra le file di Libertà, lista antisistema promossa da Cateno De Luca di Sud chiama Nord, nella circoscrizione Centrale. Dopo l'elezioni europee ha aderito al movimento ecologista Fronte Verde, uno dei venti movimenti presenti nel simbolo della lista Libertà.

## Opere

### Libri
- Momenti del capitalismo nordamericano. 1881-1885, Milano, Giuffrè, 1979.
- New Deal tra capitalismo e socialismo. Contributo a un dibattito sulla storia del capitalismo americano, Roma, Bulzoni, 1979.
- Crisi e adattamento. Per una politica economica alternativa, Roma, Bulzoni, 1981.
- Industria, società e mutamento tecnologico, Roma, Edizioni Studium, 1984. ISBN 88-382-3501-5.
- Problemi economici dell'offerta, della moneta e del lavoro, Milano, Angeli, 1984.
- Struttura dell'economia e prospettive della politica economica, Roma, Edizioni Studium, 1988. ISBN 88-382-3565-1.
- La moneta al servizio dell'uomo, con Emanuele Levi, Roma, Edizioni dehoniane, 1989. ISBN 88-396-0280-1.
- La rivoluzione della moneta, ISEDI, 1992. ISBN 88-8008-131-4.
- L'impresa sociale, Roma, Liocorno, 1996. ISBN 88-7128-055-5.
- L'occupazione tradita. [Come il capitalismo affossa il mercato], Roma, Editori Riuniti, 1998. ISBN 88-359-4433-3.
- Mercato senza padroni. Condizioni per uno sviluppo socialmente sostenibile, Roma, Ediesse, 2000. ISBN 88-230-0371-7.
- Siamo merce o siamo angeli? (Ambiente, lavoro e progresso tecnologico), Roma, Euroma-La Goliardica, 2001.
- La rivincita dei temperini. Manuale per i perplessi, Roma, Accademia degli Incolti, 2002. ISBN 88-87803-21-8.
- Dopo lo sviluppo sostenibile. L'ambiente come obiettivo, la crescita come vincolo, Bari, Palomar, 2002. ISBN 88-87467-98-6.
- Misteri dell'euro misfatti della finanza, Soveria Mannelli, Rubbettino, 2005. ISBN 88-498-1308-2.
- Il grande mutuo. Le ragioni profonde della prossima crisi finanziaria, Roma, Editori Riuniti, 2007. ISBN 978-88-359-6014-0.
- La moneta copernicana. I falsi limiti dello sviluppo i veri fondamenti della sovranità, con Marco Della Luna, Due Carrare, Nexus, 2008. ISBN 978-88-89983-11-9.
- Prendi i tuoi soldi e... scappa? La fine della globalizzazione, Roma, Koinè nuove Edizioni, 2010. ISBN 978-88-89828-11-3.
- Chi ha tradito l'economia italiana? Come uscire dall'emergenza, Roma, Editori riuniti university press, 2011; 2012; 2013. ISBN 978-88-6473-078-3.
- Moneta e società. Gli effetti sociali delle politiche monetarie. Il caso italiano, Cesena, Edizioni Sì, 2013.
- Eurocidio. La sana politica economica tra Scilla e Cariddi, con Giovanni Passali, Associazione Copernico, 2013. ISBN 978-88-9090-510-0.
- Il futuro della banca. Lineamenti di teoria bancaria e finanziaria, Roma, Eurilink, 2014. ISBN 978-88-97931-34-8.
- L'economia imperfetta. Catastrofe del capitalismo o rivincita del lavoro?, Novecento Editore, 2015, ISBN 978-88-99316-20-4
- Antonino Galloni, L'inganno e la sfida. Dalla società post-industriale a quella post-capitalistica. 2019: le ragioni di una crisi finanziaria, Geraci Siculo, Edizioni Arianna, 2018, ISBN 978-88-99981-43-3.
- Antonino Galloni, L'altra moneta. Womanesimo e natura (dall'avere all'essere). Un nuovo rapporto tra religione, economia e scienza?, Geraci Siculo, Edizioni Arianna, 2019, ISBN 978-88-99981-79-2.
- Antonino Galloni, Come è stata svenduta l'Italia, Milano, Byoblu, 2020, ISBN 9788894548235.
- Antonino Galloni, All'ombra delle emergenze. Dinamiche socio-economiche, pandemia e transumanesimo, Crescentino, Undici Edizioni, 2021, ISBN 9788894823936.
- Antonino Galloni, La rivolta delle coscienze. Siamo troppi, inutili e dannosi?, Milano, Byoblu, 2022, ISBN 9791280657091.

## Altri contributi
- Postfazione a Lorenzo Valloreja, Al di là del pregiudizio: saggio sul perché l'Italia per "rinascere" debba tassativamente: uscire dall'Unione Europea; uscire dall'Euro; uscire dalla Nato; allearsi alla Russia di Putin, Domus Europa independent label, Pescara 2017,  ISBN 978-88-94074-12-3.